# مونته‌گرانارو
مونته‌گرانارو (به ایتالیایی: Montegranaro) یک کومونه در ایتالیا است که در استان فرمو واقع شده‌است.

## خصوصیات
مونته‌گرانارو ۳۱٫۲۵ کیلومترمربع مساحت و ۱۳٬۲۶۳ نفر جمعیت دارد و ۲۷۹ متر بالاتر از سطح دریا واقع شده‌است.